# 루이스 니런버그

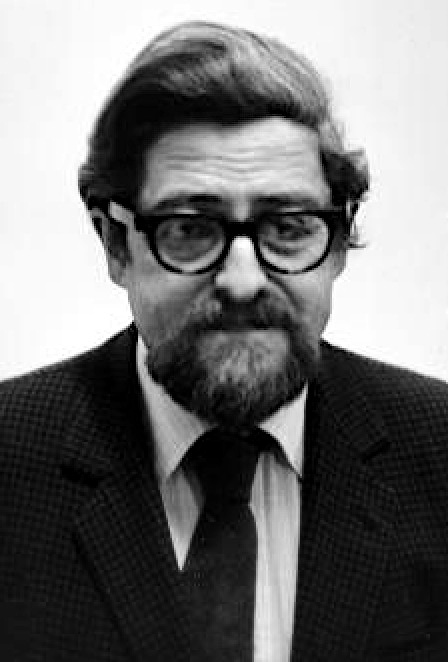
루이스 니런버그

루이스 니런버그(Louis Nirenberg, 1925년 2월 28일 ~ 2020년 1월 26일)는 캐나다의 수학자이다. 보셔 기념상, 제프리 윌리엄스 상, 리로이 P. 스틸 상, 아벨상, 크라포르드상 등을 수상하였다.

## 학력
- 1941년~1945년: 맥길 대학교 (학사)
- 1945년~1950년: 뉴욕 대학교 (박사)